# کارادراس
در دنیای خیالی سرزمین میانی در نوشته‌های جی. آر. آر. تالکین، کارادراس به معنی شاخ قرمز در زبان سینداری یا بارازینبار در زبان کوتوله‌ها یکی از بلندترین قله‌های کوه‌های مه‌آلود است. به روایت تالکین بلندی این کوه ۵۳۳۴ متر (۱۷۵۰۰ پا) است.
کوهستان مه‌آلود دارای سه قله مرتفعِ سر به فلک کشیده است. نام آن‌ها در میان مردمان سرزمین میانه بدین شرح است: کارادراس یا شاخ سرخ؛ کلبدیل، یا سیم کوه؛ و فانویدول، یا همان اَبْرسر. کارادراس بلندترین و شمالی‌ترین میان این قله‌هاست، درون این قله، رگه‌های میتریل به طور فراوان یافت می‌شود. در جنوب کارادراس، دروازه شاخ سرخ یا همان گذرگاه شاخ سرخ قرار دارد؛ که به خیانت‌پیشگی معروف است؛ گذرگاهی با یک راه پرپیچ و خم شیب‌دار که مسافران از طریق آن از کوه‌های مه‌آلود می‌گذشتند.

«…کارادراس در برابرشان قد برافراشت: قله ای پر صلابت، و روی نوک آن برف مثل نقره، اما با دیواره‌های جانبی پرشیب به رنگ سرخ مات، گویی که آن را به خون آغشته باشند.»
یاران حلقه، سفر حلقه به سوی جنوب
تاریخچه
در هزاره‌ی اول دوران سوم بود که هابیت‌ها دست به مهاجرت زدند و بیشترشان از کارادراس عبور کردند، استور‌ها (دسته‌ای از هابیت‌ها) در سال ۱۱۵۰ با گذشتن از گذرگاه شاخ‌سرخ به اریادور وارد شدند.
در اواسط دوران سوم، یعنی سال ۱۹۸۰ دورف‌ها در پی میتریل که فلزی بسیار گران‌بها بود زیر کارادراس را بسیار عمیق حفاری و کندوکاو کردند که مایه تباهی آن‌ها شد. دورف‌ها اینک اهریمنی باستانی را آزاد یا بیدار کردند که از زمان آمدن ارتش غرب دیده نشده بود؛ یک بالروگِ مورگوت! که در زیر کارادراس و نقب‌های تاریکش برای سالیان سال آرمیده بود. در آن زمان، او دورین ششم را کشت و با عنوان «مایهٔ هلاکت دورین» معروف شد، بالروگ دورف‌ها را به طرز دهشتناکی از خزد–دوم بیرون کرد و از آن پس نام خزد–دوم به سیاه‌چال یا همان موریا تغییر پیدا کرد.
گذرگاه شاخ سرخ در سال ۲۵۰۹ دوران سوم، خیانت‌پیشگی خود را نشان داد؛ این بار زمانی که کله‌بریان از آن‌جا می‌گذشت. کله‌بریان دخت گالادریل و همسر الروند بود. او هنگامی که قصد سفر به لورین، سرزمین مادری‌اش، را داشت می‌خواست از گذرگاه شاخ‌سرخ بگذرد اما در مسیر آن مورد کمین اورک‌ها قرار گرفت و از سلاحی زهرآلود زخم مهلکی برداشت.
پس از سقوط خزد–دوم الف‌ها برای عبور به مقصدشان که معمولاً بین لوتلورین و اریادور بود از این گذرگاه استفاده می‌کردند. یاران حلقه در پویش‌شان به سوی کوه‌هلاکت، سعی کردند از این مسیر عبور کنند اما به خاطر آب و هوا و خواست شوم کوهستان، مجبور شدند از زیر آن یعنی معادن موریا بگذرند.
ریشه شناسی نام کارادراس
این قله در زبان مشترک، میان آدمیان «شاخ‌سرخ» نامیده می‌شود. در زبان سینداری به آن «کارادراس» می‌گویند که ترجمه سینداری شاخ سرخ و ریشه‌ی آن به صورت زیر است:
Carnan: سرخ
Ras: شاخ
و نتیجه ادغام آنها به صورت کارادراس در می‌آید.
در زبان خوزدول، یعنی میان دورف‌ها به «بارازین‌بار» معروف است که احتمالاً ریشه آن به شرح زیر است:
Baraz: سرخ
Inbar: شاخ

ابتدا نام «کوه شاخ‌سرخ» پی‌در‌پی تغییر پیدا می‌کرد: نخست «بلیسکارن» بود، بعد «کارن‌بِلِگ» و «رودی‌هورن (شاخ سرخ)»، سپس «تارگائر». همچنین پدرم در حاشیه‌ی صفحه این را نوشته است:
«در ابتدا نام «کوه شاخ‌سرخ» پی‌در‌پی تغییر پیدا می‌کرد: نخست «بلیسکارن» بود، بعد «کارن‌بِلِگ» و «رودی‌هورن (شاخ سرخ)»، سپس «تارگائر». همچنین پدرم در حاشیه‌ی صفحه این را نوشته است:
کارادراس: رودی‌هورن و راسکارون.
همه‌ی این نام‌ها در نقشه‌ای قدیمی نمایش داده شده‌اند. در تغییر بعدی نامی که در ابتدا کارادراس بود با تارگائر جایگزین شد و نهایتاً تارگائر باقی ماند. در این مرحله من کلاً تارگائر را در نظر گرفتم که ظاهراً نام ارجح بود. تغییرات با جوهر قرمز اعمال می‌شد و در چند مرحله بعد این نام به کارادراس برگشت.
تاریخ سرزمین میانه، جلد ششم بازگشت سایه، سفر حلقه به سوی جنوب
همان‌طور که [گیملی] در یاران حلقه می‌گوید:
«آن طرف بارازین‌بار، یا همان شاخ سرخ و کارادراسِ «بی‌رحم» واقع است.»
«بی‌رحم» به هنگام نوشتن به جای صفت «طوفانی» آمده و خود طوفانی هم جایگزین نام «مرتفع» بود.
تاریخ سرزمین میانه، جلد هفتم خیانت آیزنگارد، سفر حلقه به سوی جنوب